# Sashuis

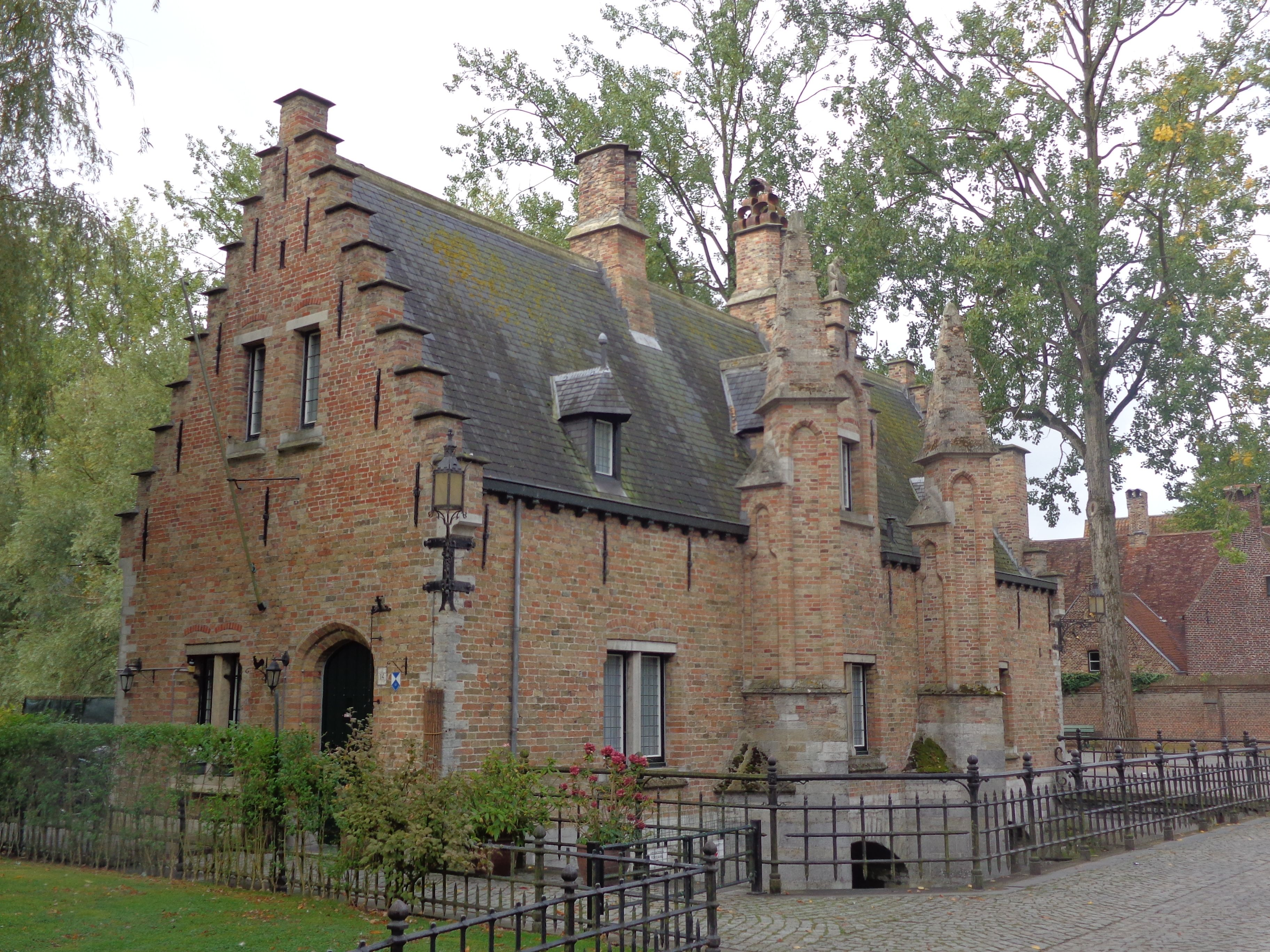
Sashuis in Brugge

Een sashuis is een woning van een sasmeester of sluiswachter.
Als het een spuisluis is, heet het gebouw ook soms spuihuis. Meer bepaald wordt deze benaming gebruikt als de woning met het sas, of met de sasdeuren één geheel vormt, zoals het spui te Lier, of het sashuis te Herdersem. De term is ook bekend van het boek (en erop gebaseerde film en televisieserie) "De Filosoof van 't Sashuis" van Maurits Sabbe, waar het verhaal zich afspeelt rond het sashuis aan het Minnewater te Brugge.

## Andere benamingen
In Groningen komt de naam zijlhuis voor, als woning voor de sluiswachter, zoals in Noordpolderzijl en Aduarderzijl. De sluiswachter werd ook wel zijlwaarder of waarman genoemd (waren = bewaren, bewaken). Zijn woning werd het waarmanshuis of waarhuis genoemd.